# Patrick Birocheau
Patrick Birocheau (Béjaïa, 23 september 1955) is een in Algerije geboren Franse tafeltennisser. Hij won in Bern 1980 samen met Jacques Secrétin het Europees kampioenschap voor mannendubbels. Vier jaar later won hij een tweede Europese titel met het Franse nationale mannenteam in het toernooi voor landenploegen.

## Sportieve loopbaan
Birocheau debuteerde in het internationale (senioren)circuit op de wereldkampioenschappen in Sarajevo 1973. Dat was het eerste van acht WK's waarop hij tot en met 1987 present was. Zijn beste prestaties daar waren met het Franse team, waarmee hij in zowel Pyongyang 1979 als Novi Sad 1981 vijfde werd.
Op Europees niveau speelde Birocheau een grotere rol. Op de acht EK's waaraan hij tussen 1974 en 1988 deelnam, stond hij driemaal in een finale. De eerste in 1980 was meteen goed voor een Europese titel. In de finale van het mannendubbel pakte hij samen met Secrétin goud door Anton Stipančić en Dragutin Šurbek uit Joegoslavië te verslaan. Birocheaus tweede EK-titel volgde in Moskou 1984, toen hij met de Franse nationale ploeg Europees kampioen werd. Bijna haalde hij in dezelfde discipline nog een gouden medaille in Praag 1986, toen de Fransen wederom de eindstrijd haalden. Ditmaal waren ze alleen niet opgewassen tegen de ploeg van Zweden.
Birocheau nam deel aan zowel het enkel- als dubbelspeltoernooi van de Olympische Zomerspelen 1988, waarop tafeltennis voor het eerst op het programma stond. Beide onderdelen zaten er voor hem na één ronde op.